# Strada nazionale 46 del Colle di Cadibona
La strada nazionale 46 del Colle di Cadibona era una strada nazionale del Regno d'Italia, che congiungeva Poirino a Savona.
Venne istituita nel 1923 con il percorso "Dalla nazionale n. 2 presso Poirino ad Alba - Carcare - Savona".
Nel 1928, in seguito all'istituzione dell'Azienda Autonoma Statale della Strada (AASS) e alla contemporanea ridefinizione della rete stradale nazionale, il suo tracciato costituì per intero la strada statale 29 del Colle di Cadibona.